# 伊夫·比苏马
伊夫·比苏马（法語：Yves Bissouma；1996年8月30日—），是一名馬里足球运动员，场上司职中前卫，目前效力于英超球队托特纳姆热刺足球俱乐部，亦是马里国家队队员之一。

## 俱乐部生涯

### 早期生涯
比苏马于1996年8月30日出生在科特迪瓦城市伊西亚，但在马里长大。2009年，他在马杰斯蒂克SC青训学院开始了自己的职业生涯，在那里他还与一起踢球过一段时间。2014年，他加入了皇家巴马科。

### 里尔
2016年7月7日，在从皇家巴马科加盟里尔4个月后，比苏马与这支法甲球队签下了自己的第一份职业合同，为期3年。

### 布莱顿

#### 2018–19赛季
2018年7月13日，比苏马转会加盟英超球队布莱顿，与新东家签约5年，转会费未被公开。在2018–19赛季的揭幕战中，比苏马于第60分钟时替补登场，完成了布莱顿首秀，但该场比赛球队最终0-2不敌沃特福德。在布莱顿赛季的第三场比赛中，比苏马首次为球队首发登场，但“海鸥军团”还是在安菲尔德球场0-1不敌利物浦。虽然球队输给了强大的利物浦队，但由于他们稳健的防守，布莱顿能够在比赛中破坏多次对手的威胁进攻，也因此受到了媒体与球迷的称赞。2019年1月5日，在布莱顿客场3-1战胜南海岸死敌伯恩茅斯的足总杯第三轮比赛中，比苏马完成了个人的足总杯首秀，并在比赛中攻入一球，打开了在布莱顿的进球账户。

#### 2019–20赛季
在2019–20赛季中，比苏马的赛季首秀发生在9月21日，那场比赛布莱顿客场0-0战平纽卡斯尔联；他在第82分钟时替补登场，但未能改变战局。在该赛季的末轮比赛中，比苏马在禁区外远射得分，打进了个人在英超中的首粒进球，也帮助球队在客场2-1战胜了伯恩利。

#### 2020–21赛季
在2020–21赛季的第二场联赛比赛中，布莱顿客场3-0完胜纽卡斯尔联，但比苏马在比赛的最后阶段由于在争抢球权时用脚踢到了的面部，被直接出示红牌罚下。在错过了与曼联的“两回合”比赛后，10月3日，比苏马解禁复出，并在这场布莱顿客场2-4不敌埃弗顿的英超比赛中攻入了个人的赛季首球。
2021年1月23日，在布莱顿主场2-1击败布莱克浦的足总杯第四轮比赛中，比苏马在30码外远射破门，帮助球队晋级至下一轮中。2月3日，在布莱顿客场1-0战胜卫冕冠军利物浦的比赛中，比苏马在攻防两端发挥出色，帮助球队自1982年以来首次在安菲尔德球场取得联赛胜利。5月18日，比苏马在布莱顿主场3-2击败当季冠军曼城的比赛中打满全场，而球迷也在一年中首次被准许回归球场为球队加油助威，联合帮助在比赛中一度0-2落后的“海鸥军团”于下半场连扳三球，自1989年以来首次击败“蓝月军团”曼城。

### 热刺
2022年6月17日，热刺宣佈签下比苏马，據報转会费總額可能超過3000萬英鎊。

## 国家队生涯
出生在科特迪瓦的比苏马在马里长大，因此他选择了马里国家队以参加国际比赛，并在2016年非国锦中随队获得了亚军的好成绩。在半决赛对阵科特迪瓦的比赛中，他于第76分钟时替补登场，并在第89分钟时攻入了制胜一球，帮助球队1-0取胜。但在决赛中，马里队最终0-3惨败刚果，屈居亚军。

## 生涯数据

### 俱乐部
最後更新：2021–22赛季
| 俱乐部     | 赛季     | 联赛     | 联赛 | 联赛 | 本土杯赛 | 本土杯赛 | 联赛杯 | 联赛杯 | 欧战 | 欧战 | 其他 | 其他 | 合计 | 合计 |
| 俱乐部     | 赛季     | 联赛级别 | 出场 | 进球 | 出场     | 进球     | 出场   | 进球   | 出场 | 进球 | 出场 | 进球 | 出场 | 进球 |
| ---------- | -------- | -------- | ---- | ---- | -------- | -------- | ------ | ------ | ---- | ---- | ---- | ---- | ---- | ---- |
| 里尔预备队 | 2016–17  | 法丁     | 14   | 3    | —        | —        | —      | —      | —    | —    | —    | —    | 14   | 3    |
| 里尔       | 2016–17  | 法甲     | 23   | 1    | 3        | 0        | 0      | 0      | 1    | 0    | —    | —    | 27   | 1    |
| 里尔       | 2017–18  | 法甲     | 24   | 2    | 2        | 1        | 2      | 0      | —    | —    | —    | —    | 28   | 3    |
| 里尔       | 合计     | 合计     | 47   | 3    | 5        | 1        | 2      | 0      | 1    | 0    | 0    | 0    | 55   | 4    |
| 布莱顿     | 2018–19  | 英超     | 28   | 0    | 5        | 1        | 1      | 0      | —    | —    | —    | —    | 34   | 1    |
| 布莱顿     | 2019–20  | 英超     | 22   | 1    | 0        | 0        | 0      | 0      | —    | —    | —    | —    | 22   | 1    |
| 布莱顿     | 2020–21  | 英超     | 36   | 1    | 3        | 1        | 0      | 0      | —    | —    | —    | —    | 39   | 2    |
| 布莱顿     | 2021–22  | 英超     | 26   | 1    | 1        | 1        | 1      | 0      | —    | —    | —    | —    | 28   | 2    |
| 布莱顿     | 合计     | 合计     | 112  | 3    | 10       | 3        | 2      | 0      | 0    | 0    | 0    | 0    | 124  | 6    |
| 热刺       | 2022–23  | 英超     | 0    | 0    | 0        | 0        | 0      | 0      | 0    | 0    | —    | —    | 0    | 0    |
| 生涯合计   | 生涯合计 | 生涯合计 | 173  | 9    | 15       | 4        | 4      | 0      | 1    | 0    | 0    | 0    | 193  | 13   |

1. ↑  在欧联杯中的出场

### 国家队
最後更新：2018年10月16日 
| 国家队 | 年份 | 出场 | 进球 |
| ------ | ---- | ---- | ---- |
| 马里   | 2015 | 1    | 0    |
| 马里   | 2016 | 5    | 1    |
| 马里   | 2017 | 9    | 2    |
| 马里   | 2018 | 4    | 0    |
| 合计   | 合计 | 19   | 3    |

#### 国家队进球
先列出的数字为马里的比分；比分栏列出比苏马进球后的比分，结果栏显示马里的全场比分。
| #  | 日期          | 地点                                 | 对手   | 比分 | 结果 | 赛事                   |
| -- | ------------- | ------------------------------------ | ------ | ---- | ---- | ---------------------- |
| 1. | 2016年2月4日  | 卢旺达基加利，尼亚米拉姆博地区体育场 |        | 1–0  | 1–0  | 2016年非国锦           |
| 2. | 2017年1月25日 | 加彭奥耶姆，奥耶姆体育场             | 乌干达 | 1–1  | 1–1  | 2017年非洲国家杯小组赛 |
| 3. | 2017年6月10日 | 巴马科，3月26日大球场                | 加彭   | 2–1  | 2–1  | 2019年非洲杯预选赛     |

## 荣誉

### 俱乐部
热刺
- 欧洲联赛冠軍：2024–25年

### 国家队
马里國家隊
- 非洲国家锦标赛亚军：2016（英语：2016 African Nations Championship）